# Asterococcus schimae
Asterococcus schimae är en insektsart som beskrevs av Borchsenius 1960. Asterococcus schimae ingår i släktet Asterococcus och familjen Cerococcidae. Inga underarter finns listade i Catalogue of Life.